# Siwang (köpinghuvudort i Kina, Hubei Sheng, lat 30,03, long 115,55)
Siwang (kinesiska: 四望) är en köpinghuvudort i Kina. Den ligger i provinsen Hubei, i den centrala delen av landet, omkring 140 kilometer sydost om provinshuvudstaden Wuhan. Antalet invånare är 32 203. Befolkningen består av 15 544 kvinnor och 16 659 män. Barn under 15 år utgör 25,0 %, vuxna 15-64 år 62 %, och äldre över 65 år 11,0 %.
Runt Siwang är det tätbefolkat, med 530 invånare per kvadratkilometer. Närmaste större samhälle är Wuxue Shi, 18,2 km sydväst om Siwang. Trakten runt Siwang består till största delen av jordbruksmark.
Genomsnittlig årsnederbörd är 2 073 millimeter. Den regnigaste månaden är maj, med i genomsnitt 328 mm nederbörd, och den torraste är januari, med 59 mm nederbörd.